# Vicente-Juan Ballester Olmos
Vicente-Juan Ballester Olmos (València, 27 de desembre de 1948) és un enginyer i ufòleg valencià.

## Obres[1]
- Ballester Olmos, Vicente-Juan (1978): OVNIS: el fenómeno aterrizaje, Plaza y Janés (Barcelona). [Reeditat el 1979 i 1984]
- Ballester Olmos, Vicente-Juan i Guasp, Miguel (1981): Los OVNIS y la Ciencia, Plaza y Janés (Barcelona). [2a edició el 1989]
- Ballester Olmos, Vicente-Juan (1984): Investigación OVNI, Plaza y Janés (Barcelona).
- Ballester Olmos, Vicente-Juan i Fernández Peris, José Antonio (1987): Enciclopedia de los encuentros cercanos con OVNIS, Plaza y Janés (Barcelona).
- Ballester Olmos, Vicente-Juan (1995): Expedientes insólitos, Temas de Hoy (Madrid).